# Alcobaça (Portogallo)
Alcobaça (aɫku'basɐ) è un comune portoghese di 56 693 abitanti situato nella subregione di Ovest in provincia di Estremadura.

## Storia
Questo territorio, oggi dotato di forte potenziale agricolo, in origine era arido e paludoso e, dopo la caduta dei regni arabi, nel 1147 il primo re portoghese Alfonso I lo diede ai Benedettini che cominciarono a bonificarlo. Nel 1175 iniziarono la costruzione di una chiesa che poi nel 1195 fu sostituita dal complesso monastico che, con successive modifiche, costituisce il Mosteiro de Santa Maria attuale, attorno al quale nacque l'abitato. Nelle terre bonificate, oltre alla vite e agli alberi da frutto, i monaci cistercensi coltivarono per un certo tempo anche il cotone che venne utilizzato nelle manifatture tessili; cessata questa produzione si sviluppò quella delle maioliche con disegni su fondo azzurro detti azulejos dall'arabo az-zulay, che significa "pezzo di terracotta". Il monastero raggiunse ben presto una notevole importanza politica e culturale e l'abate sedeva nel Consiglio del re e aveva la giurisdizione su tredici cittadine e tre porti.

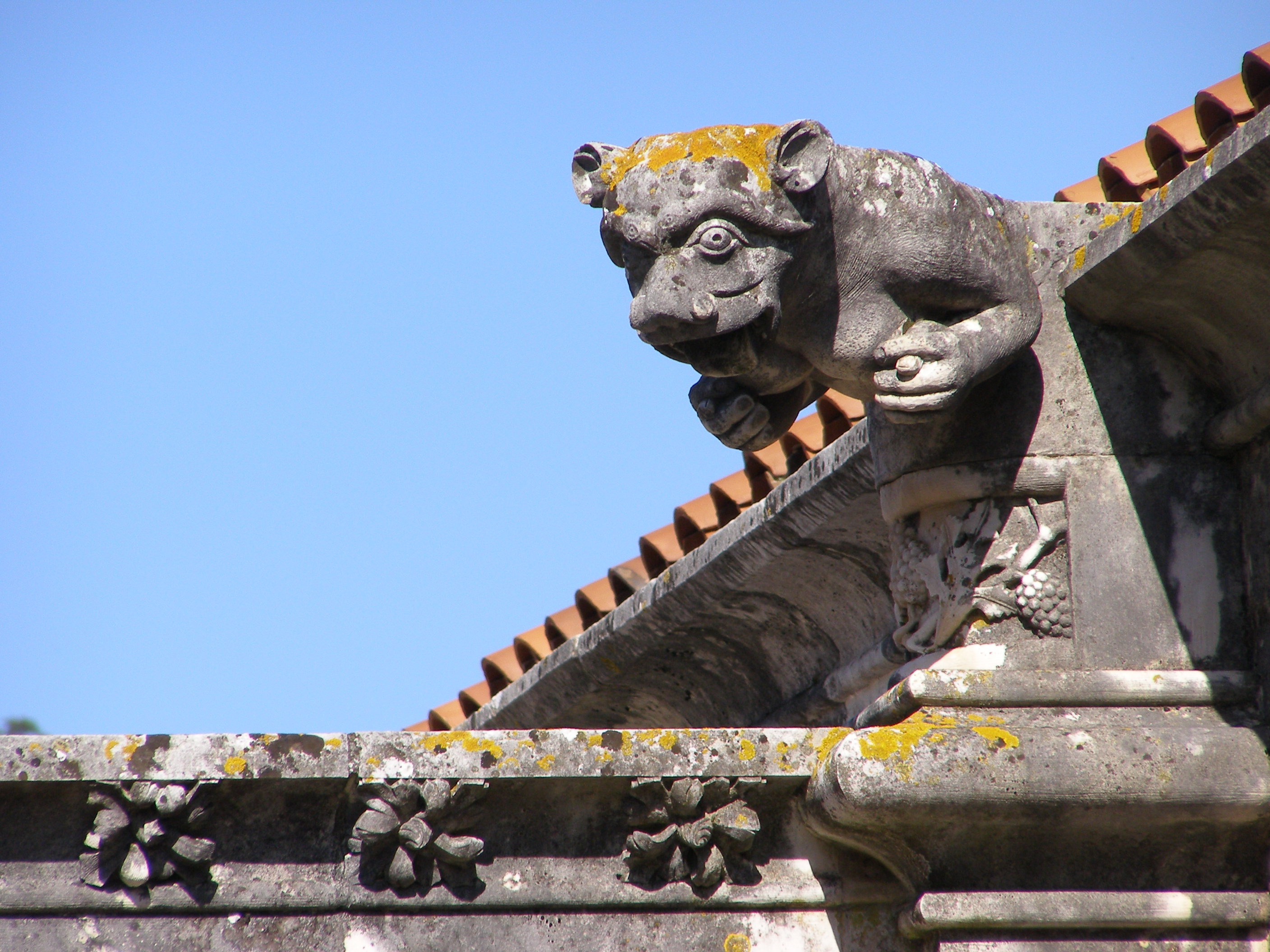
Monastero di Alcobaça, particolare di una gargolla

Il monastero, la cui struttura originale gotica fu completata nel 1223, ha subito diverse modifiche, ha una pianta analoga a quella dell'abbazia di Clairvaux in Francia, è costruito in pietra chiara e le sue dimensioni lo collocano al primo posto fra i diversi monasteri portoghesi. È costituito oltre che dai locali conventuali da una grande chiesa al cui interno sono le tombe di Pietro I morto nel 1367 e di Inés de Castro morta nel 1355, la cui storia d'amore e di morte è narrata dal maggiore poeta portoghese Luís de Camões in un episodio del suo poema epico I Lusiadi e ripresa da altri che ne fecero un mito romantico e tragico.
Pietro I, principe ereditario di Alfonso IV, era sposo di Costanza di Castiglia e si innamorò ed ebbe una relazione con una dama d'onore della moglie: Inés de Castro che fu costretta per questo a rientrare in Spagna. Morta la moglie Costanza nel dare alla luce il terzo figlio, Pietro fece tornare in Portogallo Inés, contrariamente al volere del padre che temeva complicazioni politiche degli spagnoli sempre pronti a intervenire negli affari portoghesi cogliendo ogni pretesto. Con l'assenso del Re, alcuni sicari uccisero Inés de Castro nel palazzo di Santa Clara, dove viveva coi tre figli avuti dalla relazione con Pietro. Alla morte del padre, divenuto re, Pietro convocò i tre consiglieri del padre che l'avevano indotto a uccidere l'amante, li interrogò e li fece giustiziare; in seguito annunciò che con Inés era intervenuto il matrimonio e che quindi come moglie del re Inés doveva essere regina, fece rivestire il suo cadavere dagli abiti regali e la proclamò e incoronò come regina, poi la fece seppellire nel transetto di sinistra della chiesa del monastero in un sepolcro appositamente costruito con la sua figura che giace incoronata e sorretta da sei angeli. Nel transetto di destra c'è la tomba del Re anche lui rappresentato giacente e incoronato e su un pannello sono scolpite scene riferentisi ai due amanti.
Nei dintorni di Alcobaça si trova Aljubarrota, località in cui si svolse la battaglia nel 1385 fra Giovanni I del Portogallo e Giovanni I di Castiglia conclusa con la vittoria del primo, che fondò la vicina cittadina di Batalha.

## Monumenti e luoghi di interesse
- Monastero di Alcobaça

## Economia
La città è dotata di un Istituto nazionale della vigna e del vino, accanto al quale c'è il Museo do Vinho, che illustra la produzione dei vini delle diverse regioni e presenta una collezione di alcune migliaia di bottiglie ed etichette dei diversi vini portoghesi.

## Società

### Evoluzione demografica
| Popolazione di Alcobaça (1801 – 2004) | Popolazione di Alcobaça (1801 – 2004) | Popolazione di Alcobaça (1801 – 2004) | Popolazione di Alcobaça (1801 – 2004) | Popolazione di Alcobaça (1801 – 2004) | Popolazione di Alcobaça (1801 – 2004) | Popolazione di Alcobaça (1801 – 2004) | Popolazione di Alcobaça (1801 – 2004) | Popolazione di Alcobaça (1801 – 2004) |
| ------------------------------------- | ------------------------------------- | ------------------------------------- | ------------------------------------- | ------------------------------------- | ------------------------------------- | ------------------------------------- | ------------------------------------- | ------------------------------------- |
| 1801                                  | 1849                                  | 1900                                  | 1930                                  | 1960                                  | 1981                                  | 1991                                  | 2001                                  | 2004                                  |
| 4 630                                 | 14 711                                | 28 969                                | 38 462                                | 50 027                                | 52 347                                | 54 382                                | 56 794                                | 55 269                                |

## Freguesias
La municipalità di Alcobaça è divisa in diciotto freguesia:
- Alcobaça
- Alfeizerão
- Alpedriz
- Bárrio
- Benedita
- Cela
- Cós
- Évora de Alcobaça
- Maiorga
- Martingança
- Montes
- Pataias
- Prazeres de Aljubarrota
- São Martinho do Porto
- São Vicente de Aljubarrota
- Turquel
- Vestiaria
- Vimeiro